# Griechenverfolgungen im Osmanischen Reich 1914–1923

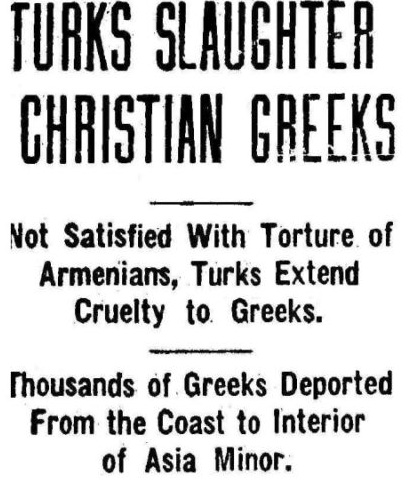
„Turks Slaughter Christian Greeks“, Schlagzeile des Lincoln Daily Star vom 19. Oktober 1917

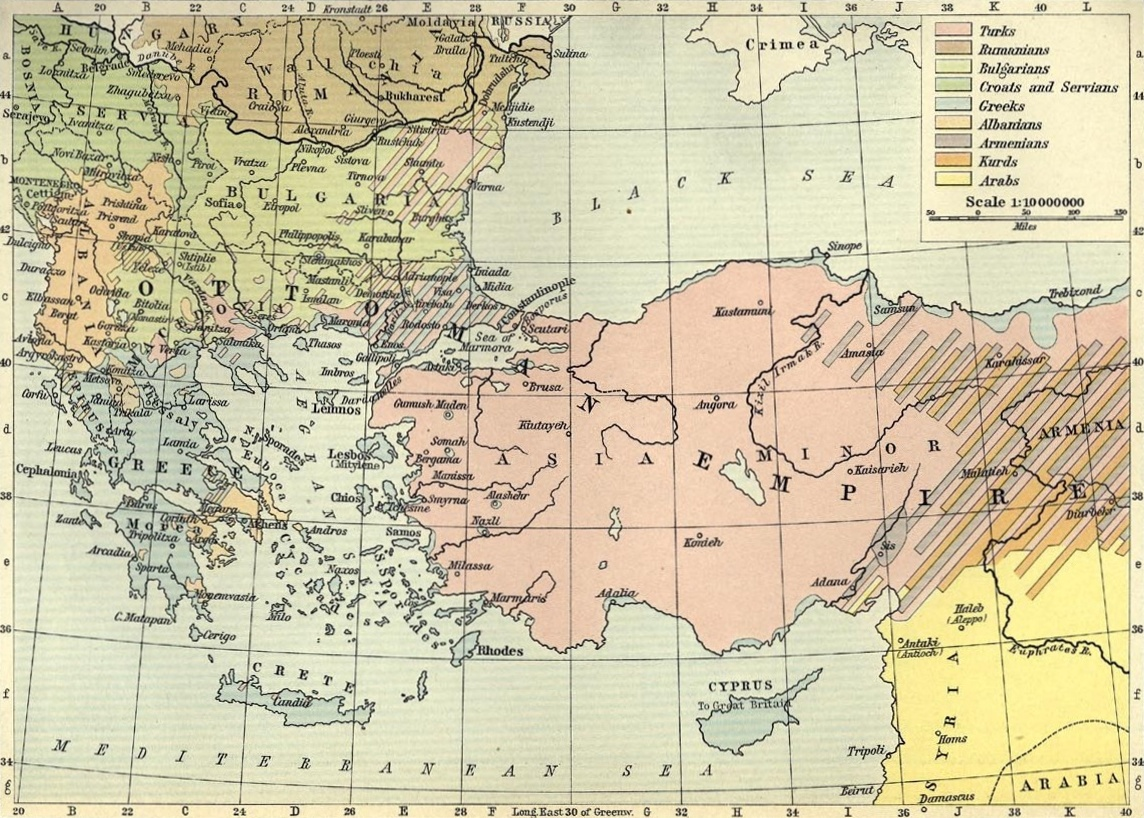
Griechisch besiedelte Gebiete im Nahen Osten vor dem Ersten Weltkrieg. In Blau sind die Bereiche dargestellt, in denen die Griechen die Mehrheit der Bevölkerung bildeten (Karte von William Robert Shepherd, 1911).

In den Jahren 1914 bis 1923 kam es zu einer Welle von Griechenverfolgungen im Osmanischen Reich, die in der sogenannten Kleinasiatischen Katastrophe (griechisch Μικρασιατική Καταστροφή) – also der Vertreibung der Griechen von der Westküste Kleinasiens und der fluchtartigen Auflösung der dort im Zuge des Griechisch-Türkischen Krieges (1919–1922) errichteten staatlichen Institutionen – sowie in gewaltsamen Maßnahmen gegen die Griechen Ost-Anatoliens kulminierte.
Während des Ersten Weltkrieges und der Folgejahre veranlasste die Regierung des Osmanischen Reiches die Tötung zahlreicher griechischer Bewohner der kleinasiatischen Halbinsel. Die Maßnahmen umfassten Massaker, Deportationen und Todesmärsche, schließlich die Vertreibung und Umsiedlung der Überlebenden. Gemäß verschiedenen, weit divergierenden Quellen starben mehrere hunderttausend osmanische Griechen in dieser Zeit. Einige der Überlebenden und Flüchtlinge, vor allem jene in den östlichen Provinzen (Vilâyets), flüchteten in das benachbarte Russische Reich. Nach dem Ende des Griechisch-Türkischen Krieges kam es zum zwangsweisen Bevölkerungsaustausch zwischen Griechenland und der Türkei: Die meisten der überlebenden Griechen mussten 1923 das Osmanische Reich verlassen und siedelten unter den Bedingungen der Konvention über den Bevölkerungsaustausch zwischen Griechenland und der Türkei im Vertrag von Lausanne nach Griechenland über. Im Gegenzug wurden die meisten Muslime Griechenlands in die Türkei übersiedelt.
Die Regierung der Republik Türkei – Rechtsnachfolger des Osmanischen Reiches – behauptet bis heute, dass die Verfolgungen und Vertreibungen durch die Vermutung der damaligen Staatsführung ausgelöst wurde, die griechische Bevölkerung in der Türkei unterstütze die Kriegsgegner des osmanischen Staates. Die Alliierten des Ersten Weltkrieges und zahlreiche ausländische Beobachter der Geschehen sahen dies anders und verurteilten die Massaker als Verbrechen gegen die Menschlichkeit.

## Historischer Hintergrund und Ursachen
Griechen lebten bereits seit der Mitte des zweiten vorchristlichen Jahrtausends, zur Zeit Homers, an der Westküste Kleinasiens. Seit dem siebten Jahrhundert v. Chr. folgte die Gründung der Kolonien an der Küste des Schwarzen Meeres, der späteren Pontos-Region, und die partielle Besiedlung des dahinterliegenden kappadokischen Binnenlandes. In byzantinischer Zeit wurde der griechische Einfluss auf die gesamte kleinasiatische Halbinsel durch administrative Maßnahmen gestärkt; Kleinasien war lange Zeit das Kernland des griechischsprachigen Reiches. Noch bei Ausbruch des Ersten Weltkrieges war die Bevölkerung Anatoliens ethnisch vielfältig; dort lebten Türken, Griechen, Armenier, Kurden, Zazas, Tscherkessen, Aramäer (Assyrer), türkische Juden, Lasen und Aserbaidschaner.
Unter den Ursachen für die osmanische Kampagne gegen die griechische Bevölkerung wird die Befürchtung der osmanischen Regierung genannt, die osmanisch-griechische Bevölkerung werde den Gegnern des osmanischen Reiches helfen. Durch die Machtergreifung Eleftherios Venizelos’ hatte Griechenland sich eng mit der Triple Entente alliiert und gehörte nun also eindeutig zum gegnerischen Lager der Mittelmächte, mit denen das Osmanische Reich verbündet war. Daneben äußerten einige Verantwortliche die Überzeugung, man müsse das Osmanische Reich grundsätzlich von den verschiedenen nationalen Gruppierungen „säubern“, die die Integrität einer türkischen Staatsnation gefährden könnten. Dann könne man einen „ethnisch reinen“ türkischen Nationalstaat gründen. Laut dem deutschen Militärattaché erklärte der osmanische Kriegsminister Ismail Enver im Oktober 1915, er beabsichtige, „das griechische Problem während des Krieges zu lösen, […] in der gleichen Art, wie er glaubt[e], das armenische Problem zu lösen.“

## Ereignisse
| Provinz (Vilâyet)         | Türken    | Griechen  | Armenier | Juden  | Andere  | Gesamt     |
| ------------------------- | --------- | --------- | -------- | ------ | ------- | ---------- |
| Istanbul Asiatisches Ufer | 135.681   | 70.906    | 30.465   | 5.120  | 16.812  | 258.984    |
| İzmit                     | 184.960   | 78.564    | 50.935   | 2.180  | 1.435   | 318.074    |
| Aydın (Smyrna)            | 974.225   | 629.002   | 17.247   | 24.361 | 58.076  | 1.702.911  |
| Bursa                     | 1.346.387 | 574.530   | 87.932   | 2.788  | 6.125   | 1.717.762  |
| Konya                     | 1.143.335 | 85.320    | 9.426    | 720    | 15.356  | 1.254.157  |
| Ankara                    | 991.666   | 54.280    | 101.388  | 901    | 12.329  | 1.160.564  |
| Trabzon                   | 1.047.889 | 351.104   | 45.094   | -      | -       | 1.444.087  |
| Sivas                     | 933.572   | 98.270    | 165.741  | -      | -       | 1.197.583  |
| Kastamon                  | 1.086.420 | 18.160    | 3.061    | -      | 1.980   | 1.109.621  |
| Adana                     | 212.454   | 88.010    | 81.250   | –      | 107.240 | 488.954    |
| Bigha                     | 136.000   | 29.000    | 2.000    | 3.300  | 98      | 170.398    |
| Insgesamt                 | 8.192.589 | 1.777.146 | 594.539  | 39.370 | 219.451 | 10.823.095 |
| Bevölkerungsanteil        | 75,7 %    | 16,42 %   | 5,50 %   | 0,36 % | 2,03 %  |            |
| Insgesamt 1912            | 7.048.662 | 1.788.582 | 608.707  | 37.523 | 218.102 | 9.695.506  |
| Bevölkerungsanteil        | 72,7 %    | 18,45 %   | 6,28 %   | 0,39 % | 2,25 %  |            |

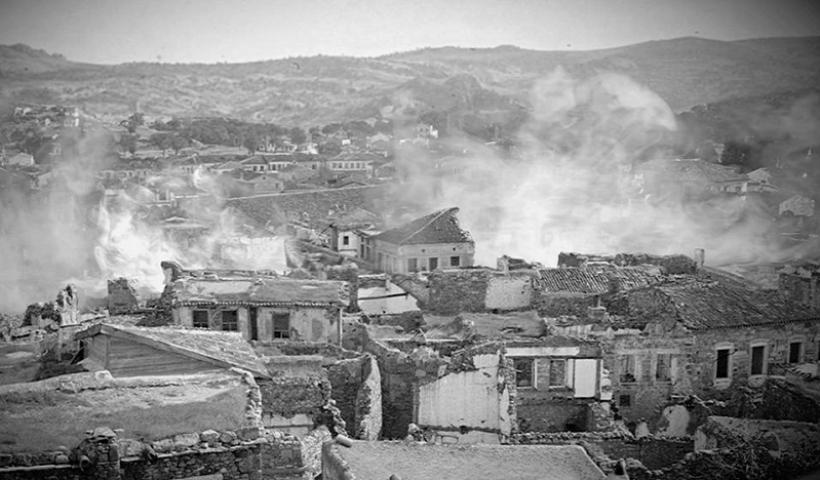
Durch irreguläre türkische Truppen gelegte Brände in Phokaia, Juni 1914

Bereits im Sommer 1914 zwang die geheime Guerillaorganisation Teşkilât-ı Mahsusa, unterstützt von Beamten der Regierung und der Armee, griechische Männer im wehrfähigen Alter aus Thrakien und Westanatolien in Arbeitsbataillone, in denen Hunderttausende starben. Hunderte von Meilen in das Innere Anatoliens gesandt, wurden diese Wehrpflichtigen zu Arbeiten im Straßen- und Tunnelbau sowie zu Bau- und Feldarbeiten eingesetzt, wobei sich ihre Zahl stark verringerte – entweder durch Entbehrungen und Misshandlungen oder durch richtiggehende Tötungen und Massaker durch die türkischen Wachen. Dieses Programm der Zwangsrekrutierung wurde später auf andere Regionen des Reiches, einschließlich des Pontos, ausgedehnt.

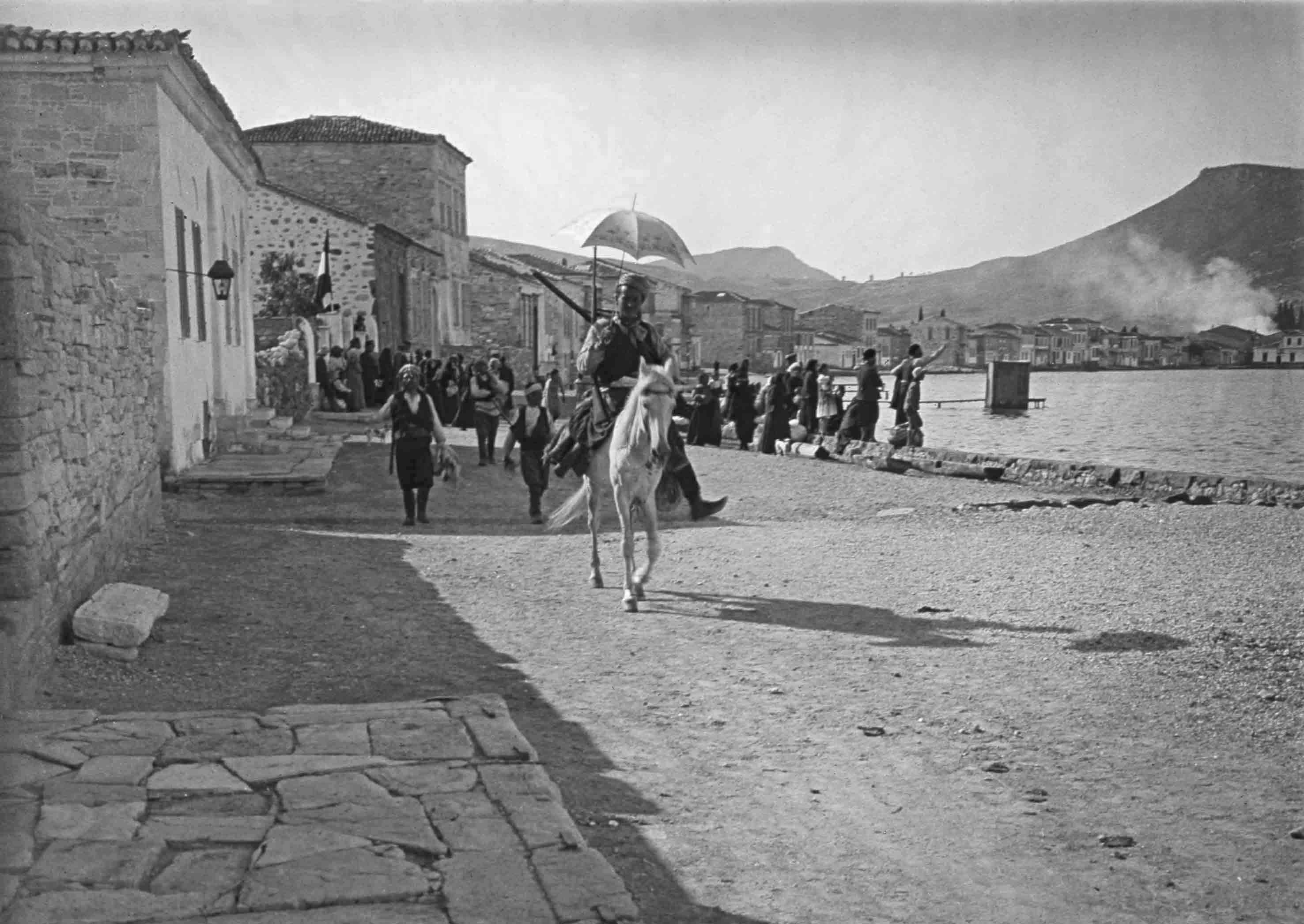
Irreguläre türkische Soldaten präsentieren ihre Beute in Phokaia

Die Zwangsarbeit von griechischen Männern wurde begleitet von Deportationen der allgemeinen Bevölkerung, die teilweise den Charakter von Todesmärschen annahmen. Zudem wurden griechische Dörfer und Städte gezielt von Türken eingeschlossen und ihre Bewohner massakriert. Ein solches Geschehen wurde am 12. Juni 1914 aus der westanatolischen Stadt Phokaia (griechisch Φώκαια), fünfundzwanzig Meilen nordwestlich von Smyrna gelegen, berichtet; die entstellten Leichen von Männern, Frauen und Kindern seien anschließend in Brunnen geworfen worden.
Im Juli 1915 erklärte der griechische Geschäftsträger Tsamados, dass die Deportationen nichts anderes „als ein Vernichtungskrieg gegen die griechische Nationalität in der Türkei sein können; durchgeführte Maßnahmen hierzu waren Zwangsübertritte zum Islam, damit, falls es nach dem Krieg erneut zu einer europäischen Intervention zum Schutz der Christen kommen sollte, so wenige wie möglich von ihnen übrig bleiben.“ Laut George W. Rendel vom britischen Außenamt wurden 1918 „über 500.000 Griechen deportiert, von denen vergleichsweise wenige überlebten.“ In seinen Memoiren schrieb der Botschafter der Vereinigten Staaten zwischen 1913 und 1916, Henry Morgenthau: „Überall werden die Pontosgriechen in Gruppen zusammengelagert und werden, unter dem sogenannten Schutz der türkischen Gendarmerie, ins Innere des Landes transportiert – der größte Teil zu Fuß. Wie viele auf diesem Weg vereinzelt und verstreut wurden, ist nicht eindeutig bekannt, die Schätzungen reichen von 200.000 bis 1.000.000.“
Am 14. Januar 1917 versandte der schwedische Botschafter in Konstantinopel Cosswa Anckarsvärd eine Depesche zu den Deportationen der osmanischen Griechen:

„Was zuvörderst als eine harte Grausamkeit erscheint ist, dass die Deportationen nicht allein auf Männer beschränkt sind, sondern auch gleichermaßen auf Frauen sowie Kinder ausgeweitet wird. Dies wird vermutlich getan, um die Möglichkeit zu haben, das Eigentum der Deportierten weitaus leichter zu konfiszieren.“

Methoden der Vernichtung, welche den Tod indirekt verursachten – wie Deportationen einschließlich Todesmärschen, das Verhungern in Arbeitslagern und die Konzentrationslager – wurden als „weiße Massaker“ bezeichnet. Die türkischen Kriegsgerichte der Jahre 1919 und 1920 sahen Anklagen gegen eine Reihe von führenden türkischen Beamten für ihre Rolle bei den Massakern gegen Griechen und Armenier vor. In einem Bericht vom Oktober 1920 beschreibt der britische Offizier ein Massaker im nordwestanatolischen İznik, indem er berichtet, dass mindestens 100 verstümmelte Leichen von Männern, Frauen und Kindern in und um eine Höhle außerhalb der Stadtmauern gebracht worden seien.
Auf die bereits systematischen Massaker an den kleinasiatischen Griechen und die begleitenden Deportationen seit 1914 folgte der Griechisch-Türkische Krieg mit der Besetzung des überwiegend griechisch bewohnten Smyrna im Mai 1919 aufgrund eines Völkerbundmandats. In diesem Krieg verübten diesmal beide Seiten ein gegenseitiges Massaker. Zwischen Mai 1919 und September 1922 verübten auch die griechischen Truppen in dem von ihnen besetzten Teil Westanatoliens Übergriffe gegen türkische Städte und Dörfer. In Alaşehir, dem antiken Philadelphia, wurden 4300 von 4500 Häusern zerstört, 3000 Menschen kamen dabei ums Leben. In Manisa, dem antiken Magnesia, blieben nur 1400 von 14000 Häusern unversehrt. Die griechische Besetzung endete im September 1922, worauf eine panikartige Flucht der griechischen Bevölkerung einsetzte. Am 13. September 1922 brach im armenischen Viertel der Stadt ein Feuer aus – wahrscheinlich durch gezielte Brandstiftung während der Plünderung der Stadt durch türkische Truppen –  das sich rasch über die Viertel der Griechen und der westlichen Ausländer (der sogenannten „Franken“) ausbreitete und einen großen Teil Smyrnas vernichtete; in der griechischen Geschichtsschreibung wird dieses Geschehen als Katastrophe von Smyrna (Καταστροφή της Σμύρνης) bezeichnet. Dieses Ereignis wurde zum emblematischen Bild der kleinasiatischen Katastrophe in der griechischen Memoria.
Der Historiker Arnold J. Toynbee vertrat die Auffassung, dass es die griechische Besatzung war, welche zur Gründung der türkischen Nationalbewegung von Mustafa Kemal und damit zu einer Verschärfung der Nationalitätenfrage geführt hatte: „Die Griechen des Pontos und die Türken in den griechisch besetzten Gebieten waren in gewissem Grade Opfer der ursprünglichen Fehlkalkulation der Herren Venizelos und Lloyd George in Paris.“ Toynbee stellte die Massaker somit in den Kontext der irredentistischen Politik Griechenlands, nach der überwiegend griechisch besiedelte Gebiete von der Fremdherrschaft befreit werden sollten (Megali Idea). Da die meisten Deportationen und Massaker jedoch schon lange vor der Vergabe des Völkerbundmandats für Smyrna an Griechenland stattfanden ist diese Argumentation weitgehend sinnlos.

### Hilfsaktionen
Im Jahre 1917 wurde als Reaktion auf die fortgesetzten Deportationen und Massaker eine Hilfsorganisation mit dem Namen Hilfskomitee für die Griechen Kleinasiens (englisch Relief Committee for Greeks of Asia Minor) gegründet. Das Komitee arbeitete in Kooperation mit dem amerikanischen Near East Relief, um Hilfe für die osmanischen Griechen in Thrakien und Kleinasien zu verteilen. Die Organisation wurde im Sommer 1921 aufgelöst, aber die griechische Hilfsarbeit wurde von anderen Organisationen fortgesetzt.

### Zeitgenössische Reaktionen

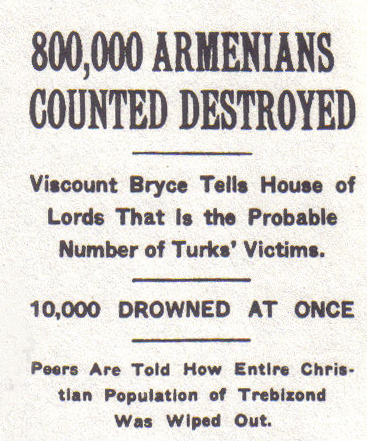
Die New York Times berichtete 1915, dass die gesamte christliche Bevölkerung Trapezunts (heute Trabzon) ausgelöscht wurde.

Die Berichte deutscher und österreichisch-ungarischer Diplomaten sowie das 1922 von George William Rendel zusammengestellte Memorandum über „Türkische Massaker und Vertreibungen“ bilden wichtige Belege für eine Reihe von systematischen Massakern an den Griechen in Kleinasien. Die Zitate gehen auf verschiedene Botschafter und Konsuln der Mittelmächte bei der Hohen Pforte zurück, vor allem auf die deutschen Botschafter Hans Freiherr von Wangenheim und Richard von Kühlmann, den deutschen Vize-Konsul in Samsun Kuchhoff, den österreichischen Botschafter János von Pallavicini und den österreichischen Konsul in Samsun Ernst von Kwiatkowski sowie den inoffiziellen Agenten in Ankara, den Italiener Tuozzi; das Deutsche Kaiserreich und Österreich-Ungarn waren Verbündete des Osmanischen Reiches im Ersten Weltkrieg. Ebenso berichteten verschiedene Geistliche und politische Aktivisten von den Geschehnissen, allen voran der deutsche Missionar Johannes Lepsius und Stanley Hopkins vom American Committee for Relief in the Near East. Die Berichte nennen systematische Massaker, Vergewaltigungen sowie Niederbrennungen von griechischen Dörfern und beschreiben die damit verbundenen Absichten der türkischen Beamten, namentlich der türkischen Premierminister Mahmud Şevket Pascha, Rafet Bey, Talat Pascha und Enver Pascha.
Zudem berichteten auch die Korrespondenten der New York Times umfassend über Massaker, Deportationen, einzelne Morde, Vergewaltigungen, Niederbrennungen von ganzen griechischen Dörfern, Zerstörung griechisch-orthodoxer Kirchen, Pläne zur Bildung von Arbeitsbataillonen, Plünderungen, Terrorismus und andere Grausamkeiten an griechischen und armenischen Bürgern, aber auch an britischen und amerikanischen Bürgern und Regierungsbeamten. Die Zeitung erhielt ihren ersten Pulitzer-Preis im Jahre 1918 „für den uneigennützigsten und verdienstvollsten öffentlichen Dienst erbracht durch eine amerikanische Zeitung – vollständige und genaue Berichterstattung über den Krieg.“ Weitere Medien berichteten über die Ereignisse der Zeit unter ähnlichen Titeln.
Henry Morgenthau, der Botschafter der Vereinigten Staaten im Osmanischen Reich von 1913 bis 1916, bezichtigte die „türkische Regierung“ einer Kampagne von „abscheulicher Terrorisierung, grausamer Folter, Treiben von Frauen in Harems, Vergewaltigung von unschuldigen Mädchen, den Verkauf vieler von ihnen für jeweils 80 Cent, dem Deportieren und Ermorden Hunderttausender und dem Verhungernlassen weiterer Hunderttausend nach der Vertreibung in die Wüste, sowie die Zerstörung tausender Dörfer und vieler Städte – alles Teil einer vorsätzlichen Ausführung eines Schemas zur Vernichtung der armenischen, griechischen und syrischen Christen der Türkei.“
US-Generalkonsul George Horton berichtete, dass „eine der cleversten von den türkischen Propagandisten in Umlauf gebrachten Aussagen die Behauptung ist, dass die massakrierten Christen genauso schlimm wie die Mörder seien, dass es ,50-50‘ stand.“ In dieser Frage kommentiert er: “Hätten die Griechen, nach den Massakern in Pontus und Smyrna, all die Türken in Griechenland massakriert, hätte die Aufzeichnung bei fast 50-50 gelegen.” Wie ein Augenzeuge lobte auch er die Griechen für ihr „Benehmen […] gegenüber den tausenden Türken in Griechenland, während die grausamen Massaker anhielten […], [das laut seiner Meinung] eines der anregendsten und schönsten Kapitel in der Geschichte aller Länder war.“

### Opfer

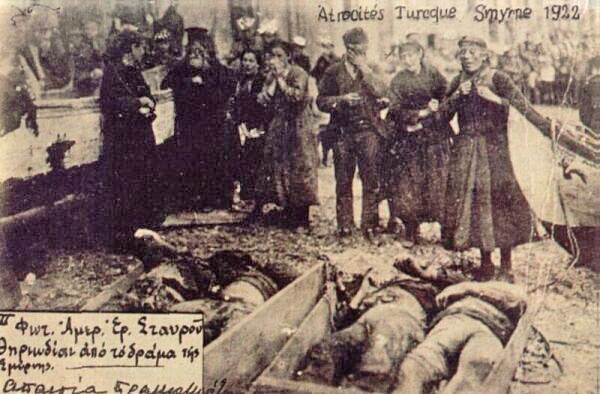
Griechische Opfer der smyrneischen Katastrophe und trauernde Angehörige (Photo des amerikanischen Roten Kreuzes)

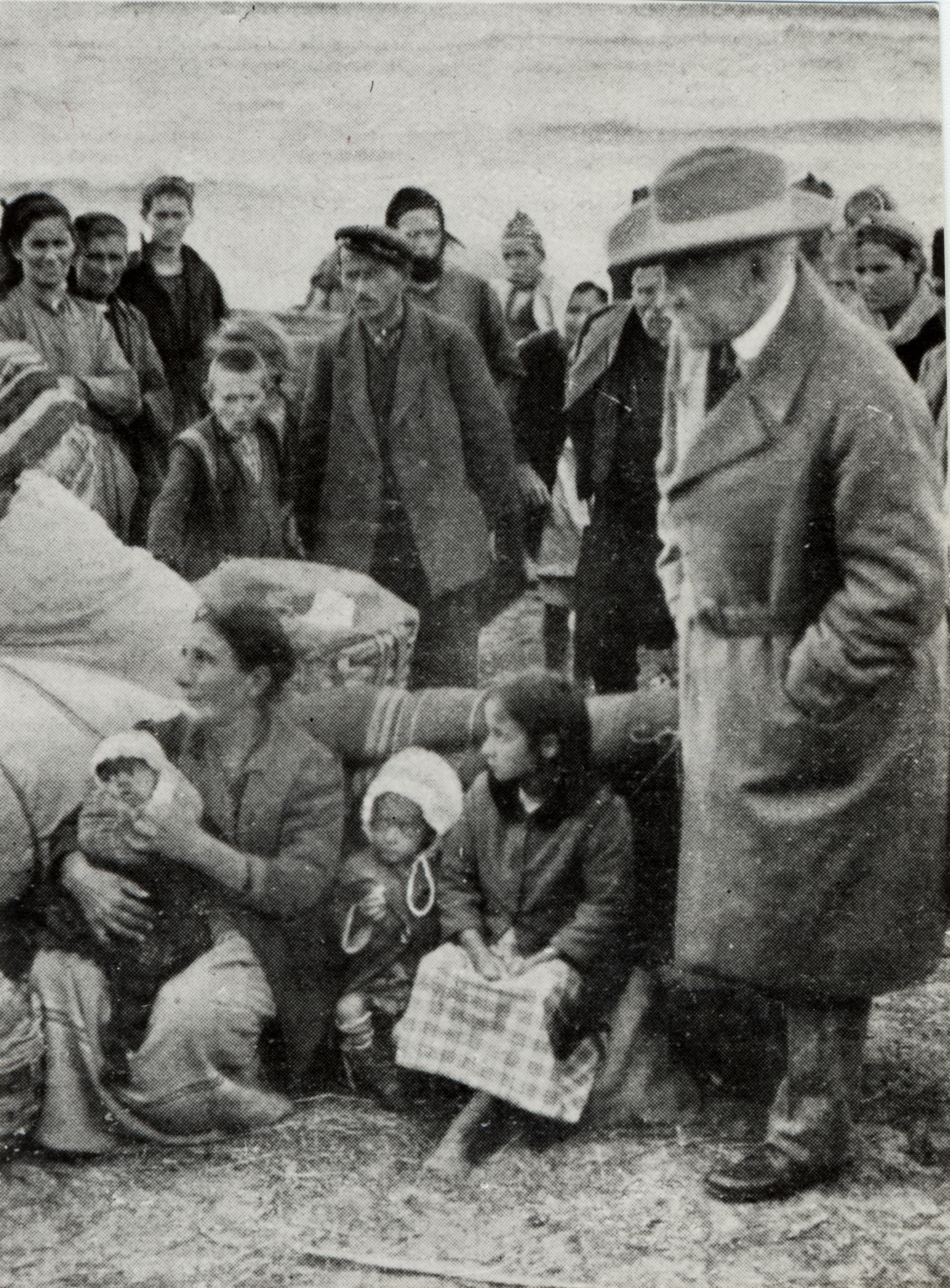
Fridtjof Nansen, Hochkommissar des Völkerbundes, mit griechischen Flüchtlingen in Rodosto (heute Tekirdağ) in Ostthrakien an der Küste des Marmarameers, 1922

Verschiedene Quellen beziffern die Todesopfer im Völkermord an den Pontosgriechen von Anatolien mit Zahlen zwischen 300.000 und 360.000. Die Schätzungen für die Zahl der Todesopfer kleinasiatischer Griechen als Ganzes reichen deutlich höher.
Laut den Berichten der Internationalen Liga für die Rechte und Freiheit der Völker zwischen 1916 und 1923 wurden bis zu 350.000 Pontosgriechen in Massakern, Vertreibungsaktionen und Todesmärschen getötet. Der Professor für Geschichte, Merrill D. Peterson, bestätigt, dass die Zahl der Todesopfer unter den Pontosgriechen bei 360.000 liegt. Laut George K. Valavanis muss „die Vernichtung menschlichen Lebens unter den Pontosgriechen seit dem Großen Krieg [sci. dem Ersten Weltkrieg] bis zum März 1924 mit 353.000 getöteten Menschenleben beziffert werden, als Folge von Ermordungen, Erhängungen sowie von Bestrafungen, Krankheiten und anderen Beschwernissen.“ Der griechische Journalist und Historiker Tassos Kostopoulos hat gezeigt, dass diese Zahl das Ergebnis der willkürlichen Hinzufügung von 50.000 Toten zu 303.238 war, die in einer griechischen Broschüre von 1922 vorgestellt wurde, um die gemeinsame Meinung über die Verfolgung der kleinasiatischen Griechen zu sensibilisieren. Die Broschüre sprach von 303.238 Vertriebenen, aber Valavanis stellte sie fälschlicherweise als ausgerottete Menschen dar. Die Anzahl von ca. 350.000 Toten, die bereits 1925 von Valavanis genannt wurde, wurde von zahlreichen pontischen griechischen Aktivisten reproduziert und hat den offiziellen Status erlangt, der in fast allen Gedenkzeremonien erwähnt wird. Kostopoulos schätzt die Zahl der von 1912 bis 1924 ausgerotteten Pontus-Griechen auf etwa 100.000 bis 150.000 Tote.
Constantine Hatzidimitriou schreibt, dass der „Verlust von Leben unter anatolischen Griechen während der Periode des Ersten Weltkrieges und seines Nachwirkens bei ungefähr 715.370 lag.“ Gemäß Edward Hale Bierstadt heißt es, dass „nach offizieller Bezeugung die Türken seit 1914 kaltblütig 1.500.000 Armenier und 500.000 Griechen – Männer, Frauen und Kinder – ohne den geringsten Anlass abgeschlachtet haben.“ Auf der Konferenz von Lausanne Ende 1922 wird der britische Außenminister Lord Curzon aufgezeichnet mit den Worten, dass „eine Million Griechen deportiert, getötet wurden oder gestorben sind.“

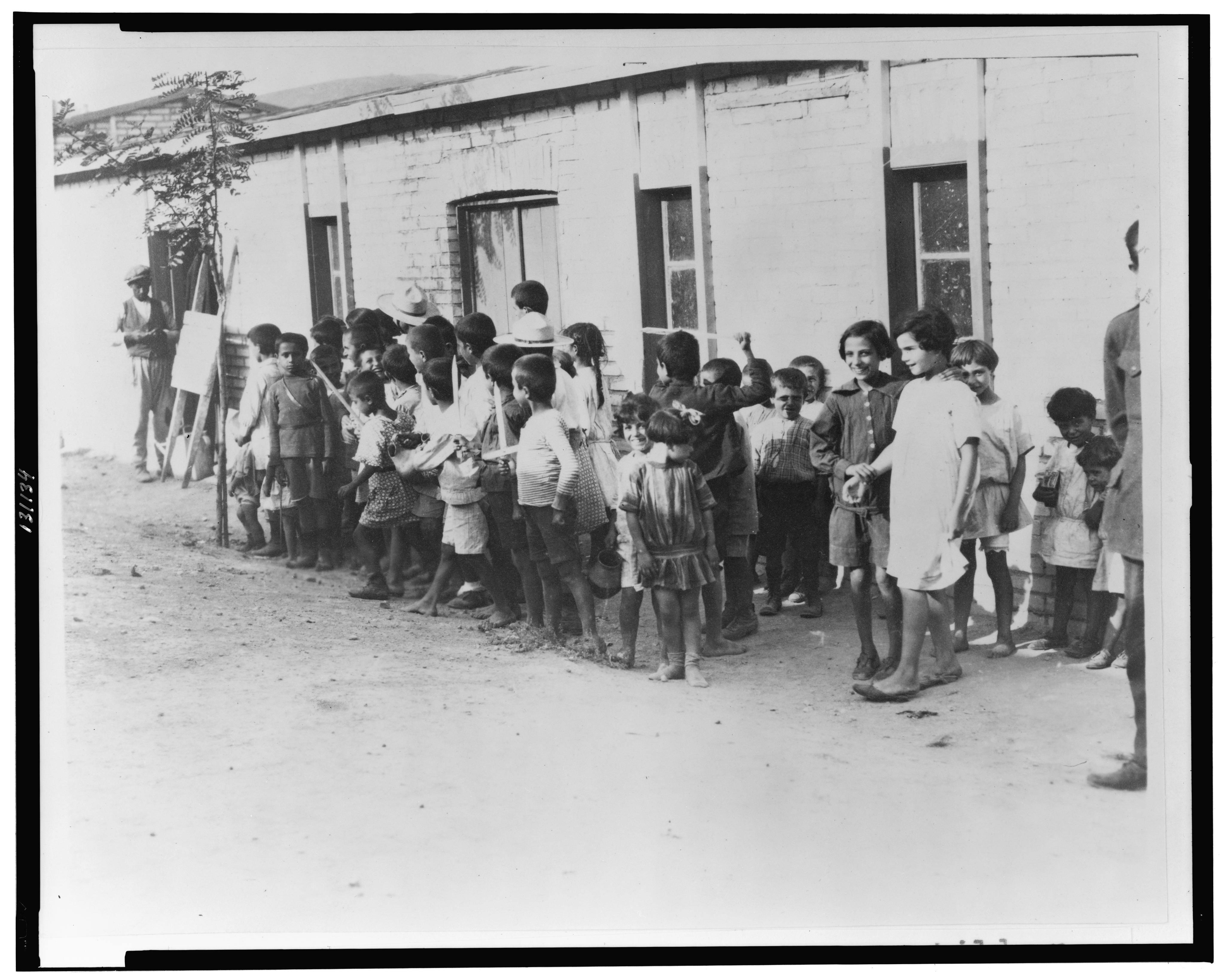
Griechische und armenische Flüchtlinge, 1923 in Athen

## Nachwirkungen
Der Artikel 142 des Vertrages von Sèvres von 1920, der im Anschluss an den Ersten Weltkrieg ausgehandelt wurde, bezeichnete das türkische Regime als „terroristisch“ und enthielt Bestimmungen, die dazu dienen sollten, „das im Laufe der Massaker des Krieges gegen Einzelne in der Türkei verübte Unrecht so weit als möglich wiedergutzumachen.“ Der Vertrag von Sèvres wurde von der türkischen Regierung niemals ratifiziert und letzten Endes durch den Vertrag von Lausanne ersetzt. Dieser Vertrag wurde begleitet von einer allgemeinen Amnestie und ohne jegliche Bestimmung in Bezug auf Bestrafung der Kriegsverbrechen.
Im Jahr 1923 führte der Bevölkerungsaustausch zwischen Griechenland und der Türkei zu einer nahezu vollständigen Beseitigung der ethnischen griechischen Präsenz in der Türkei und zu einer analogen Beseitigung der ethnischen türkischen Präsenz in weiten Teilen Griechenlands. Nach Angaben der griechischen Volkszählung von 1928 hatten zu diesem Zeitpunkt 1.104.216 osmanische Griechen Griechenland erreicht. Während die Bevölkerung Griechenlands im Jahre 1921 noch 5.050.000 Einwohner betragen hatte, war sie durch die kleinasiatischen Flüchtlinge auf 6.010.000 angestiegen.
Ausgenommen vom Bevölkerungsaustausch waren insgesamt 110.000 Griechen der Türkei sowie 106.000 Türken in Griechenland. Die verbliebenen Griechen verließen die Türkei später infolge des Pogroms von Istanbul von 1955, die Anzahl der Griechen in der Türkei wird heute zwischen 2.000 und 2.500 Personen geschätzt. Die Anzahl der Westthrakientürken in Griechenland beläuft sich aktuell auf 80.000 bis 120.000 Personen.
Es ist bis dato unmöglich, genau zu wissen, wie viele griechische Einwohner der Türkei zwischen 1914 und 1923 verstarben und wie viele ethnische Griechen aus Anatolien nach Griechenland oder in die damalige Sowjetunion vertrieben wurden. Einige der Überlebenden und Vertriebenen fanden Zuflucht in der benachbarten Demokratischen Republik Georgien (später Georgische Sozialistische Sowjetrepublik; im heutigen Georgien werden viele von ihren Nachkommen als Urumer klassifiziert).

## Juristische und historische Aufarbeitung

### Vorwissenschaftliche Terminologie und Anerkennung der Massaker
Vor der wissenschaftlichen Ausbildung des Begriffs „Völkermord“ war die Vernichtung der osmanischen Griechen bei den Griechen selbst als „das Massaker“ (griechisch η Σφαγή), als „große Katastrophe“ (Μεγάλη Καταστροφή) oder „große Tragödie“ (Μεγάλη Τραγωδία) bekannt. Zeitgenössische Berichte verwendeten Begriffe wie Vernichtung, Annihilation, Extermination, „anhaltende Kampagne des Massakers“, „Groß-Massaker“ und systematische Vernichtung.

### Akademische Forschung
Nach dem Historiker Mark Mazower blieben die Deportationen von Griechen durch die Osmanen „in einem relativ kleinen Maßstab und scheinen nicht dazu bestimmt gewesen zu sein, im Tod ihrer Opfer zu enden. Was mit den Armeniern passieren würde, war in einer anderen Größenordnung.“ Demgegenüber hält Niall Ferguson für die Verfolgung der Griechen – wie für das Schicksal der Armenier – die Verwendung des Begriffes „Völkermord“ für angebracht. Darüber hinaus haben Genozidforscher wie Dominik J. Schaller und Jürgen Zimmerer festgestellt, dass die genozidale Qualität der „mörderischen“ Kampagne gegen die Griechen Kleinasiens offenkundig sei. In seinem Buch With Intent to Destroy: Reflections on Genocide, argumentiert Colin Tatz, dass die Türkei den Völkermord nur leugne, um nicht den „fünfundneunzig Jahre alten Traum, das Leuchtfeuer der Demokratie im Nahen Osten zu werden“, zu gefährden. Elizabeth Burns Coleman und Kevin White präsentieren eine Liste von Gründen, welche die Unfähigkeit der Türkei zur Anerkennung des nach ihrer Meinung durch die Jungtürken begangenen Völkermordes erklären sollen.

### Politische Folgen
Das griechische Parlament hat zwei Gesetze über das Schicksal der osmanischen Griechen verabschiedet, das erste im Jahr 1994 und das zweite im Jahr 1998. Die Dekrete wurden im Amtsblatt der Hellenischen Republik jeweils am 8. März 1994 und am 13. Oktober 1998 veröffentlicht und bekräftigt. Das Dekret von 1994 bestätigte den Völkermord in der Pontosregion Kleinasiens und bestimmte den 19. Mai zum Tag des Gedenkens. Die Republik Zypern hat die Ereignisse ebenfalls offiziell als Völkermord anerkannt.
Als Reaktion auf das Gesetz von 1998 veröffentlichte die türkische Regierung eine Erklärung, welche behauptet, dass die Beschreibung der Ereignisse als Völkermord „jedweder historischen Grundlage entbehrt“. Der türkische Außenminister sagte: „Wir verurteilen und protestieren gegen diese Resolution. Mit dieser Resolution stützt das griechische Parlament, welches sich in Wirklichkeit beim türkischen Volk für die in Kleinasien verübten großangelegten Zerstörungen entschuldigen muss, nicht nur die traditionelle griechische Politik der sinnentstellten Geschichte, sondern legt auch den expansionistischen griechischen Geist an den Tag.“ Das von der griechischen Regierung verabschiedete Gesetz wurde auch von der Opposition im Inland unterstützt. Allerdings meinte der griechische Historiker Angelos Elefantis, dass das griechische Parlament in dieser Sache „wie ein Idiot“ gehandelt habe, wenn es auch die smyrneische Episode der kleinasiatischen Katastrophe unter den Begriff des Genozids subsumierte, während die schwierige Lage der griechischen Flüchtlinge eher das Ergebnis einer missglückten Militärstrategie der griechischen Heeresleitung dargestellt habe.
Am 11. März 2010 passierte im schwedischen Reichstag ein Antrag, welcher die Ereignisse „als einen Akt des Völkermords zur Tötung aller Armenier, Assyrer, Aramäer, Chaldäer und pontischen Griechen im Jahre 1915“ anerkennt.

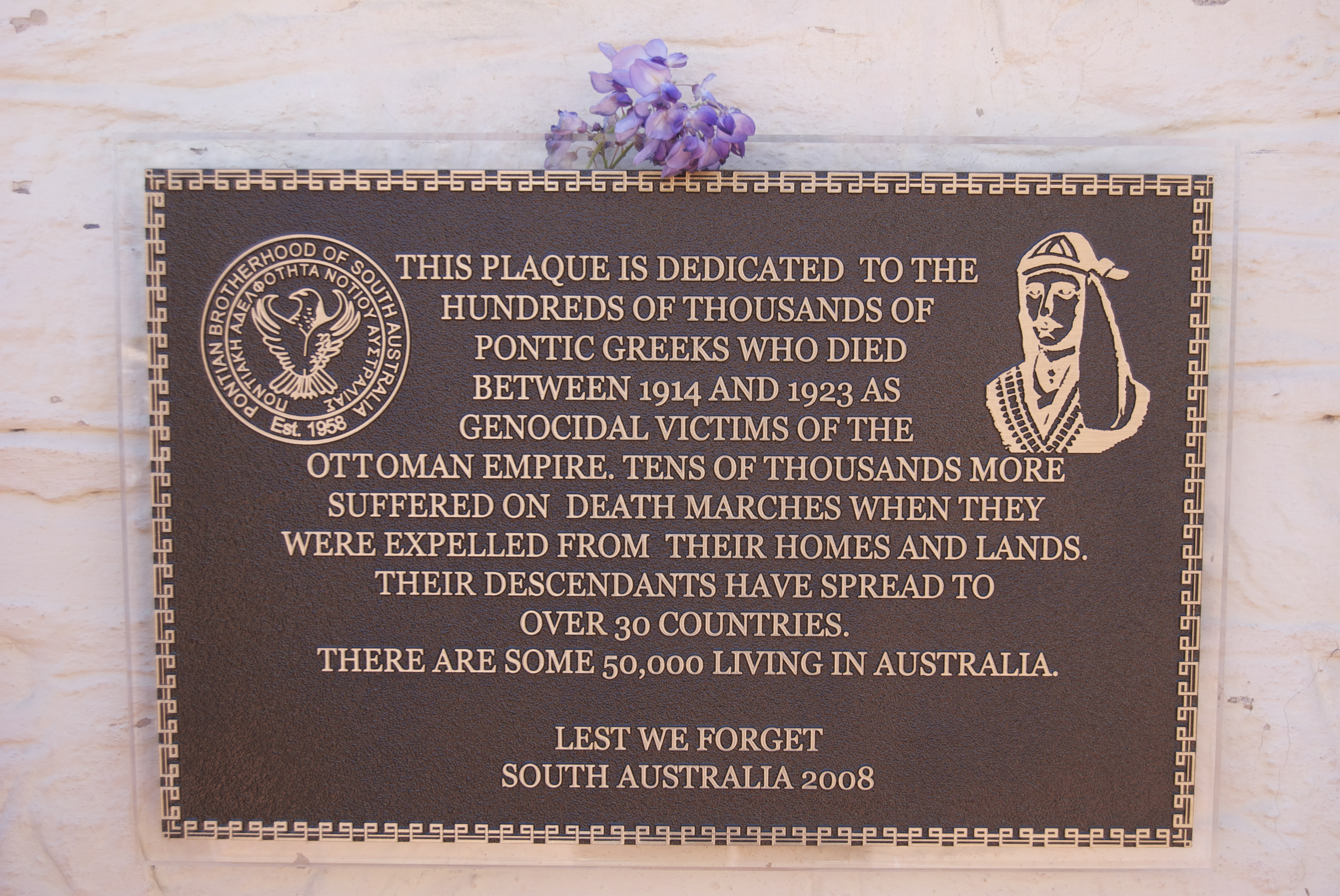
Denkmal für die ermordeten Pontosgriechen im australischen Adelaide

## Gedenkstätten
Gedenkstätten zur Erinnerung an die Not der osmanischen Griechen sind in ganz Griechenland errichtet worden sowie in einer Reihe von anderen Ländern, darunter Deutschland, Kanada, den USA, Schweden, Zypern und zuletzt in Australien.

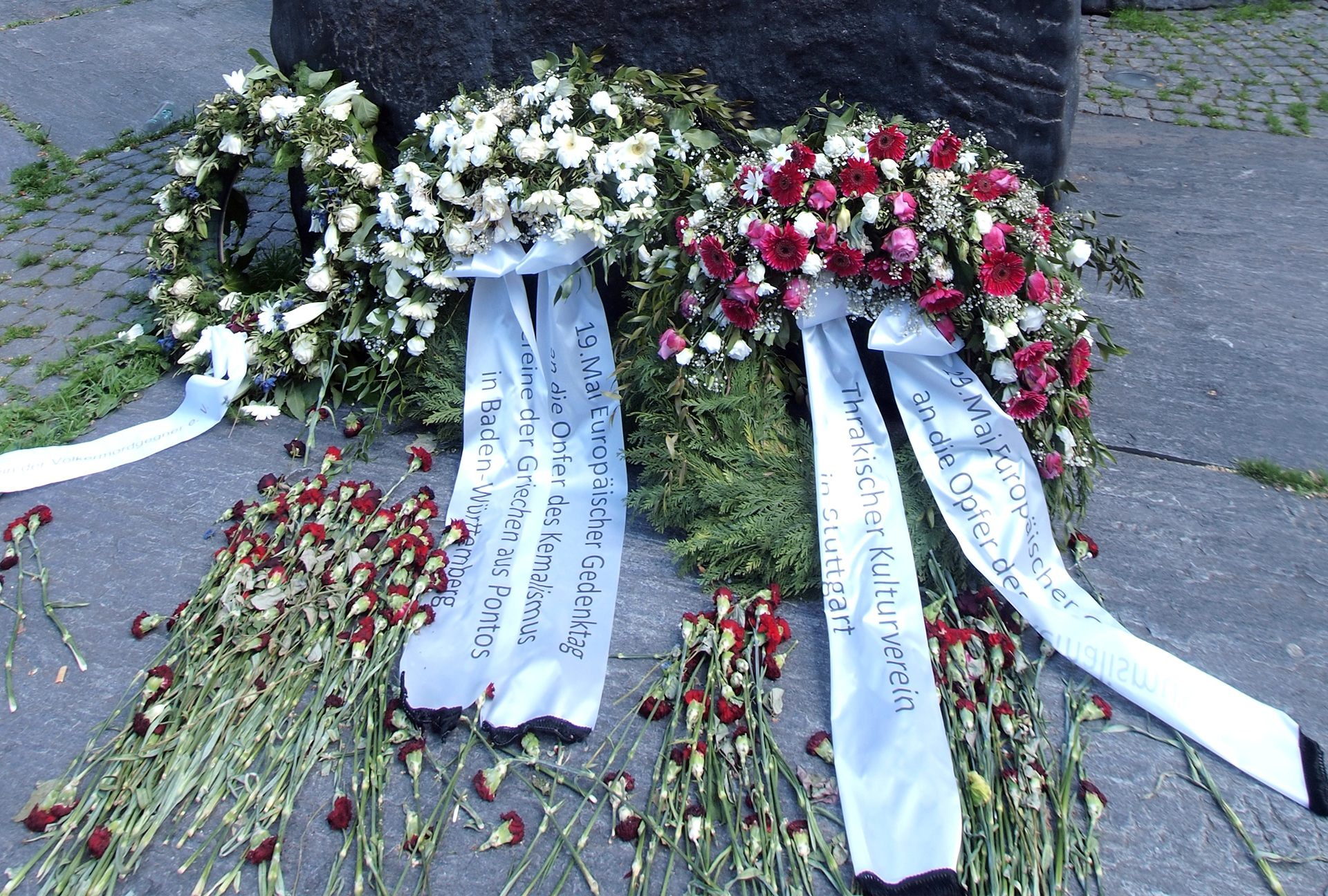
Kränze nach einer Gedenkveranstaltung von thrakischen und Pontos-Griechen in Stuttgart

### Historischer Überblick
- Neal Ascherson: Black Sea. 1st American edition. Hill and Wang, New York NY 1995, ISBN 0-8090-3043-8.
- Charles King: The Black Sea. A History. Oxford University Press, Oxford u. a. 2005, ISBN 0-19-928394-X.
- William C. King (Hrsg.): King’s Complete History of the World War. Visualizing the Great Conflict in all Theaters of Action 1914–1918. The History Associates, Springfield MA 1922, Digitalisat.
- Marianna Koromila: The Greeks and the Black Sea. From the Bronze Age to the Early Twentieth Century. Panorama Cultural Society, Athens 2002, ISBN 960-87177-0-1.
- Stanford J. Shaw, Ezel Kural Shaw: Reform, Revolution, and Republic. The Rise of Modern Turkey, 1808–1975 (= History of the Ottoman Empire and Modern Turkey. Bd. 2). Cambridge University Press, Cambridge u. a. 1977, ISBN 0-521-21449-1.
- Γεωργίου Κ. Βαλαβάνη: Σύγχρονος Γενική Ιστορία του Πόντου. Αφοί Κυριακίδη, Αθήναι 1925, (Moderne, allgemeine Geschichte des Pontus).

### Zeitgenössische und neuere Quellen und Dokumente
- Edward Hale Bierstadt: The Great Betrayal. A Survey of the Near East Problem. McBride, New York NY 1924.
- Carl Hulse: U.S. and Turkey Thwart Armenian Genocide Bill. In: The New York Times, 26. Oktober 2007.
- Henry Morgenthau: Ambassador Morgenthau’s Story. Doubleday, Page & Company Garden, New York NY 1918, online (PDF; 2,6 MB).
- Henry Morgenthau: The Murder of a Nation. Armenian General Benevolent Union of America, New York 1918, (erneut: ebenda 1974).
- Henry Morgenthau: I Was Sent to Athens. In Collaboration with French Strother. Doubleday, Doran & Co, Garden City NY 1929, online.
- Henry Morgenthau: An International Drama. In Collaboration with French Strother. Jarrolds Ltd., London 1930.
- Jean De Murat: The Great Extirpation of Hellenism and Christianity in Asia Minor. The historic and systematic deception of world opinion concerning the hideous Christianity’s uprooting of 1922. Triantafillis, Athen s. a. (erneut: Selbstverlag, Miami FL 1999, ISBN 0-9600356-7-2).
- Lysimachos Oeconomos: The Martyrdom of Smyrna and Eastern Christendom. A file of overwhelming evidence, denouncing the misdeeds of the Turks in Asia Minor and showing their responsibility for the horrors of Smyrna. G. Allen & Unwin, London 1922.
- Alexander Papadopoulos: Persecutions of the Greeks in Turkey before the European War. On the basis of official documents. Oxford University Press, New York NY 1919, Digitalisat.
- Staff: Massacre of Greeks Charged to the Turks. In: The Atlanta Constitution, 17. Juni 1914.
- Mark H. Ward: The Deportations in Asia Minor, 1921–1922. Anglo-Hellenic League, London 1922.